# Révolution cubaine
Batailles
- Moncada
- Opération Verano
- Las Mercedes
- Santa Clara

La révolution cubaine est l'ensemble des événements commençant en 1953 ayant conduit en janvier 1959 au renversement du régime de Fulgencio Batista et aboutissant à l’actuelle République cubaine. La révolution est menée par le mouvement du 26 juillet dirigé par Fidel Castro et notamment Che Guevara ainsi que leurs alliés s'opposant au gouvernement autoritaire cubain de 1902, soutenu par les États-Unis. La révolution commence en juillet 1953, et continue sporadiquement jusqu'à ce que les rebelles chassent Batista du pouvoir le 1er janvier 1959. Par la suite, le mouvement met en place des réformes plus socialistes pour ensuite devenir le Parti communiste cubain en octobre 1965.

## Contextes

### Économie
La situation économique de Cuba est à la fin des années 1950 au même niveau que celles des pays les plus développés de l'Amérique latine. En 1958, Cuba se classe en quatrième position pour l'espérance de vie et pour le produit intérieur brut par habitant. Celui-ci est alors similaire à ceux de l'Italie, l’Espagne ou la Grèce, pays pauvres de l’Europe. Le taux d'alphabétisation de Cuba est de 76,4 %, soit la quatrième place pour les pays de l’Amérique latine. Le réseau de voies ferrées est le plus développé et ce sont les Cubains qui possèdent le plus grand nombre d'appareils électroménagers par habitant. La presse se compose de 58 quotidiens et de 129 magazines.
Sous d'autres aspects, le niveau de vie à Cuba est moins reluisant : 96 % de la population ne peut manger de la viande de manière régulière et 61 % des enfants ne sont pas scolarisés.

### Influence des États-Unis
Après la guerre d'indépendance cubaine les États-Unis exercent une influence considérable sur l'ile. L'amendement Platt, imposé par le Congrès des États-Unis à la Constitution cubaine, octroie deux bases militaires à l'armée américaine, donne à celle-ci le droit d'intervenir partout dans l'ile, et interdit au gouvernement cubain de signer tout traité qui « affecterait son indépendance » ou de contracter des dettes publiques. Aux termes de ce texte, le gouvernement américain se réserve le droit d'« intervenir pour la préservation de l'indépendance cubaine et le maintien d'un gouvernement qui assure la protection de la vie, de la propriété et des libertés individuelles ». Les capitaux américains deviennent propriétaires d'une grande partie de l'économie cubaine : plantations de cannes à sucre et de tabac, mines et chemins de fer, électricité, eau et téléphone.
En 1912, plusieurs milliers de rebelles noirs emmenés par Evaristo Estenoz, un ancien combattant de la guerre d'indépendance, sont massacrés par les troupes du gouvernement cubain et leurs renforts américains.

## Chronologie

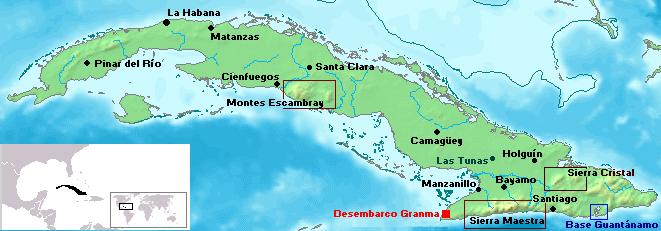
Carte de Cuba

### Avant décembre 1956
Le 26 juillet 1953 est généralement considéré comme le point de départ de la révolution cubaine. Ce jour-là, une centaine de guérilleros, mal préparés et peu armés, se lancent à l'attaque de la caserne de Moncada à Santiago de Cuba. Bon nombre d'entre eux sont tués, tandis que d'autres, notamment Fidel Castro et son frère Raúl, sont arrêtés peu après. Fidel Castro fait de son procès une tribune politique et parle pendant près de quatre heures pour assurer sa défense. Il finit par ces mots : « Peu importe que je sois condamné, l'Histoire m'acquittera ». Il est condamné à 15 ans de prison sur l'île de la Jeunesse, et son frère à 13 ans de prison.
En 1955, en raison de la pression de personnalités civiles, de l'opposition générale, et des jésuites qui avaient participé à l'instruction de Fidel Castro, Batista décide de libérer tous les prisonniers politiques, y compris les attaquants de la caserne de Moncada. Les frères Castro partent en exil au Mexique, où se retrouvent tous les Cubains décidés à renverser le régime militaire de Batista par la révolution. Pendant cette période, Fidel Castro rencontre Ernesto « Che » Guevara, qui a rejoint les militants révolutionnaires cubains. Ils sont entraînés par Alberto Bayo, un ancien chef militaire des républicains espagnols exilé au Mexique à la fin de la guerre civile espagnole.
Le groupe se forme à la guérilla et revient à Cuba en novembre 1956, sur un petit yacht appelé Granma. Ils espèrent que leur débarquement dans l'est de Cuba coïncidera avec les soulèvements prévus dans les villes et une grève générale coordonnées par le mouvement du 26 juillet. L'objectif est de mener une offensive armée et de renverser le régime de Batista.

### Décembre 1956: le débarquement

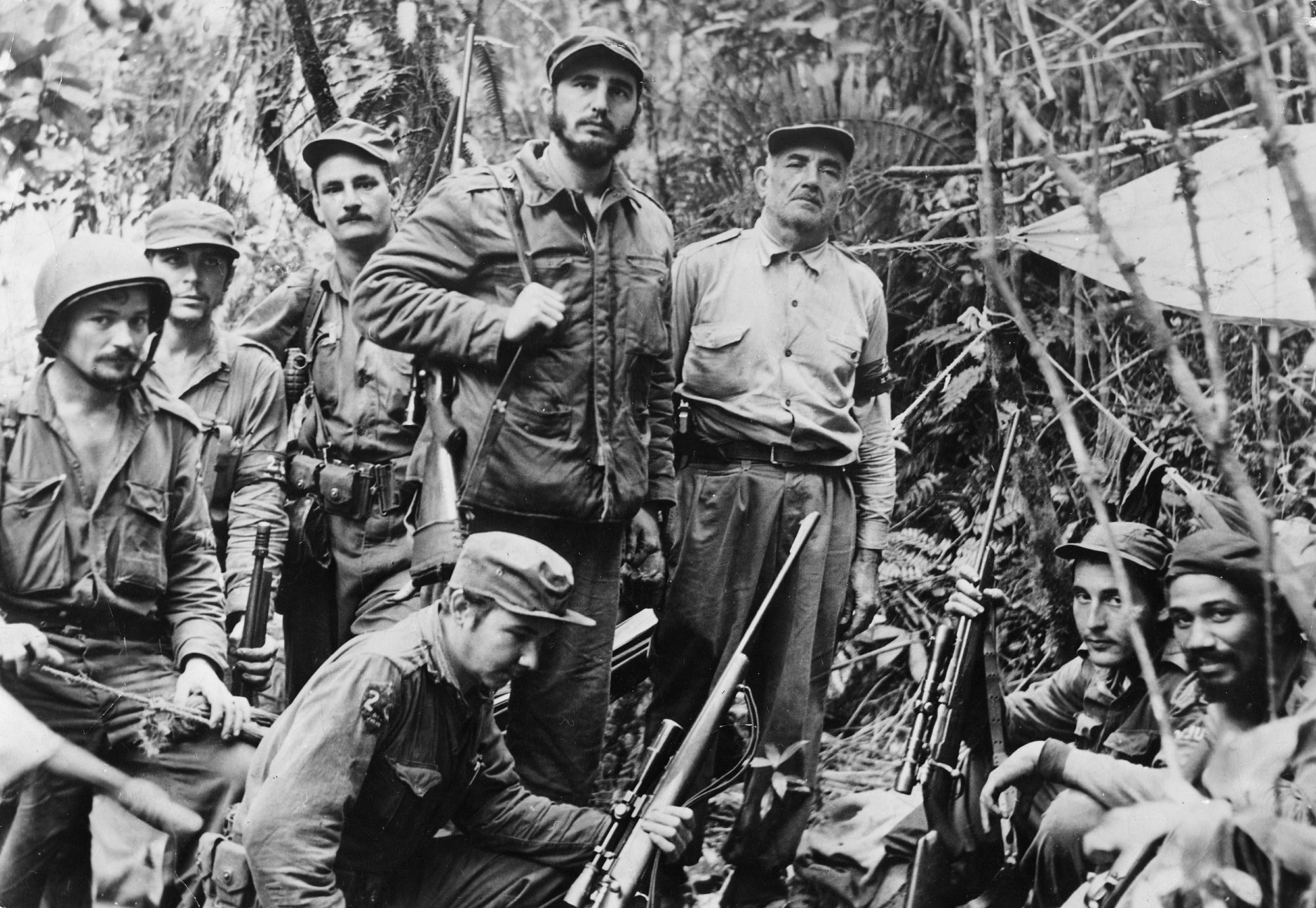
Fidel Castro et ses hommes dans la Sierra Maestra, le 2 décembre 1956.

Le 2 décembre 1956, le yacht Granma, avec 82 guérilleros du mouvement du 26 juillet, parmi lesquels Fidel Castro, Ernesto Che Guevara et Raúl Castro, s'échoue sur la plage de Las Coloradas, sur la côte sud-est de Cuba. Ils arrivent là avec deux jours de retard en raison d'une météo exécrable. À cause de ce retard, le soulèvement populaire organisé par Frank País à Santiago de Cuba échoue dans son objectif de détourner l'attention des troupes de Batista pour faciliter le débarquement des guérilleros.
Séparés par les tirs de l'aviation cubaine et pourchassés par 2 000 soldats de Batista, les guérilleros endurent une série de déroutes initiales à Alegría de Pío. Seuls douze hommes se retrouvent à Cinco Palmas. Fidel Castro déclare alors : « Maintenant, nous allons gagner la guerre » avant de se rendre avec ses hommes dans la Sierra Maestra, une zone difficile d'accès dans l'est de Cuba, où ils s'installent. La guerre de guérilla débute et dure 25 mois.

### 1957

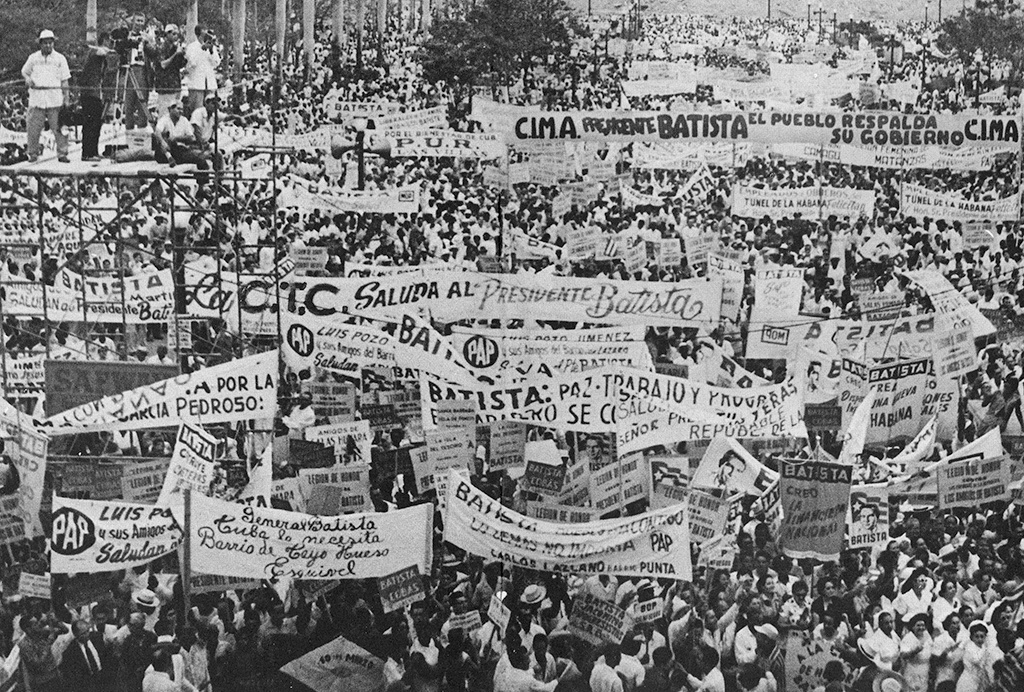
Manifestation de soutien à Batista le 8 avril 1957 après l'attaque du palais présidentiel.

Le 16 janvier, la guérilla castriste réalise sa première action militaire, attaquant et prenant le détachement militaire de La Plata.
Le 17 février paraît dans The New York Times, une interview de Fidel Castro effectuée par Herbert Matthews dans la Sierra Maestra. L'impact est énorme et commence à générer une grande sympathie de l'opinion publique nationale et internationale envers les guérilleros. Ces derniers, qui ne sont alors qu'une vingtaine, parviennent à donner le change au journaliste : « Pendant l’entretien, Raúl Castro organise une pantomime où chacun s’active bruyamment à divers endroits du camp, raconte l’historien Volker Skierka. À un moment donné, un messager arrive même — couvert de sueur — pour délivrer une information importante émanant d'une « seconde colonne », qui n’existait que dans le monde de l’imaginaire ».
Le 13 mars, le Directoire révolutionnaire 13 mars attaque le palais présidentiel, entraînant la mort du leader José Antonio Echevarría.
Le 20 avril a lieu le massacre dit « Humbolt 7 ». Quatre étudiants ayant participé à l'attaque du palais présidentiel sont retrouvés par la police et assassinés dans la rue Humboldt au no 7. Il s'agissait de José Machado Rodriguez, Juan Pedro Carbo Servia, Fructuoso Rodríguez Pérez et Joe Westbrook Rosales.
Le 28 mai se déroule la bataille de El Uvero, première action ouverte de la guérilla du 26 mars 1957.
Le 17 juillet est créée une seconde colonne de l'armée rebelle, appelée Nº 4, et commandée par Ernesto Che Guevara.
Le 30 juillet, Frank País est assassiné à Santiago de Cuba, ce qui provoque une révolte populaire et renverse l'opinion publique qui devient de plus en plus hostile au régime de Batista.
Le 5 septembre, soulèvement de la base navale de Cienfuegos dirigée par Alférez Dionisio San Román avec l'aide de la milice du Partido Auténtico et du mouvement du 26 juillet. En réponse, le gouvernement opère une répression sanglante qui inclut le bombardement de la base avec des avions B-26. 300 des 400 rebelles trouvent la mort et San Román est torturé pendant des mois.

### 1958
- 27 février : Fidel Castro décide d'augmenter les opérations de la guérilla en fondant trois nouvelles colonnes sous le commandement respectif de Juan Almeida, Raúl Castro et Camilo Cienfuegos. Almeida doit agir dans la zone orientale de la Sierra Maestra, et Raúl Castro ouvrir un second front et s'installer dans la Sierra Cristal, au nord de Santiago.
- 9 avril : grève générale révolutionnaire appelée par le mouvement du 26 Juillet. Celle-ci étant mal planifiée, elle est étouffée rapidement par le gouvernement.
- 24 mai : opération Verano. Les troupes de Batista entreprennent une offensive générale dans la Sierra Maestra afin d'éliminer la guérilla castriste. D'importantes batailles ont lieu comme celles de El Jigue et de Santo Domingo.
- 7 août : Batista ordonne à ses troupes de se retirer de la Sierra Maestra, montrant ainsi la faiblesse du régime. Fidel Castro décide donc de reprendre la guerre dans le reste de Cuba. Le Che et Camilo Cienfuegos doivent aller au nord afin de diviser l'île en deux parties et de façon à préparer l'attaque de Santa Clara, ville stratégique et clef du chemin pour La Havane; tandis que Fidel et Raúl Castro resteront à l'est pour contrôler la région et attaquer finalement Santiago de Cuba.
- 31 août : les colonnes de Che Guevara et de Camilo Cienfuegos partent à la marche vers l'ouest de Cuba. Ils mettent six semaines à arriver dans la zone montagneuse de l'Escambray, dans l'ancienne province de Las Villas. Celle d'Huber Matos se dirige vers la ville de Camagüey[8].
- Septembre et octobre : une fois établi dans le centre de l'île, le mouvement du 26 juillet coordonne ses actions avec d'autres forces de guérilla agissant dans la région telles le Directoire révolutionnaire du 13 mars, le Second front révolutionnaire de l'Escambray (es) et le Parti socialiste populaire (es) et organisent l'appui logistique. Entretemps, à l'est, les forces rebelles se rapprochent des principales villes.
- 3 novembre : des élections présidentielles sont organisées, cependant aucune formation politique ne leur reconnaît de légitimité.

#### L'offensive finale de l'armée rebelle
- 13 novembre : sur ordre de Fidel Castro, les forces rebelles de Las Villas, Camaguey et Oriente commencent l'offensive. Les mines de Nuyecito sont prises cinq jours plus tard[9].
- 20 novembre : les forces rebelles attaquent Guisa, une ville importante et bien défendue à quelques kilomètres de Bayamo. La bataille de Guisa dura 10 jours de combats difficiles. Batista avait mobilisé plus de 2 000 hommes, des avions, des tanks et de l'artillerie dans une succession de 9 fortifications différentes, les forces rebelles étaient de 300 hommes. À la fin des combats, les pertes de l'armée rebelle n'étaient que de 8 hommes dont le capitaine Braulio Coroneaux, alors que leurs ennemis en avaient perdu plus de 300 ainsi qu'un grand nombre d'armes et de matériel de guerre qui furent récupérés par les forces rebelles[9].
- Simultanément à la bataille de Guisa, les forces de Second Front ont attaqué de nombreuses positions ennemies déployées à San Luis, Alto Songo, La Maya, Sagua de Tánamo, Guantánamo et d'autres localités. Les forces aériennes révolutionnaires naissantes jouèrent un rôle important et le 9 décembre, la route de Santiago de Cuba était ouverte pour les forces rebelles[9].
- Fidel assura directement le commandement de l'offensive contre la capitale de l'Oriente, laquelle toucha durement les territoires voisins. Le front Camarguey, en plus d'occuper des garnisons et des quartiers généraux du gouvernement réussit à bloquer toutes les tentatives gouvernementales de redéploiement dans l'est de la province d'Oriente. La campagne rebelle dans Las Villas eut lieu avec succès et les actions armées dans les provinces de l'ouest de l'île continuaient à s'intensifier[9].
- Fin novembre : le gouvernement tente une offensive contre les positions de la guérilla dans l'Escambray.
- 4 décembre: les troupes dirigées par Che Guevara et Camilo Cienfuegos passent à l'offensive, elles assaillent les régiments situés dans la zone centrale de l'île afin de les isoler du reste des troupes gouvernementales.
- 6 décembre : Abdelnour organise le transfert d'armes et munitions venant du Venezuela à destination de la Sierra Maestra pour la bataille de Maffo[10],[11],[12].
- 14 décembre : L'ambassadeur américain à La Havane, Earl T. Smith, annonce que son gouvernement a retiré son soutien à Batista[9].
- 18 décembre : Fidel, Raúl Castro et Juan Almeida, rassemblés sur la route de Santiago de Cuba dirigent les forces des 3 fronts de l'est. Et le 30 décembre, l'ennemi ne contrôle plus que les villes de Santiago, Manzanillo, Holguín et Victoria de las Tunas[9].
- Dans de telles conditions, les désertions chez les soldats de Batista se font de plus en plus nombreuses. Nombre d'entre eux ont aussi rejoint l'armée rebelle[9].
- Vers la fin décembre 1958 la débâcle de la dictature de Batista apparaît inévitable. Le 28 décembre, les milices commandées par le Che débutent l'attaque décisive sur la cité de Santa Clara, clef du centre de l'île et dernier îlot de résistance avant La Havane. Le 31 décembre quand les troupes rebelles s'emparent du train blindé que le gouvernement avait envoyé pour fortifier la ville, Batista décide de s'enfuir vers Saint Domingue accompagné du président élu, Andres Rivero Aguero, laissant le pays virtuellement sans chef et à la charge du général Eulogio Cantillo (en). Celui-ci fit nommer un juge de la cour suprême, le Dr. Carlos M. Piedra, comme président provisoire du pays, ceci était une partie d'un plan préparé conjointement avec l'ambassade des États-Unis pour détruire la révolution[9].

Après une réunion entre Fidel Castro et le général Eulogio Cantillo, celui-ci essaya d'organiser une junte militaire assise sur le régiment de Campo Columbia, commandée par le colonel Ramón Barquín, avec l'appui des États-Unis. La manœuvre fut dénoncée par Fidel Castro comme une trahison et un coup d'État. Il appela à la grève générale et ordonna à tous ses commandants de continuer leurs actions armées sur tous les fronts de bataille jusqu'à ce que l'ennemi se soit rendu sans condition. Il demanda à ses commandants Che Guevara et Camilo Cienfuegos de marcher sur La Havane et de s'emparer des positions clefs de la capitale, le camp Columbia (les quartiers généraux de l'armée de Batista) pour Camilo, les quartiers généraux de la Cabana pour le Che.
Dans une nouvelle tentative désespérée pour prendre le contrôle de la situation, le général Cantillo a libéré des centaines de prisonniers politiques du pénitencier de l'île de la Jeunesse et, suivant ainsi scrupuleusement les instructions de l'ambassadeur américain Earl T. Smith, Cantillo prit le colonel Ramon Barquin – lui aussi en prison – à La Havane pour le placer à la tête de l'armée. Barquin proposa à Fidel d'accepter le poste de premier ministre du gouvernement provisoire, mais celui-ci refusa.
Sous le slogan « Révolution oui, coup d'État non ! », Fidel Castro donna l'ordre aux forces rebelles d'attaquer le Campo Columbia. La grève générale paralysa tout le pays, les gens s'armèrent d'eux-mêmes dans les cités et les villages et ils prirent les garnisons, ils arrêtèrent les hommes de Batista pour les juger et ils assumèrent le contrôle des villes et des villages.
La grève générale se termina le 4 janvier. Le coup d'état militaire fabriqué avait échoué et le pouvoir révolutionnaire s'étendait sur tout le pays. Les propos de Fidel à Santiago étaient devenus vrais : « Cette fois, heureusement pour Cuba, la révolution va vraiment prendre le pouvoir ».

### 1959

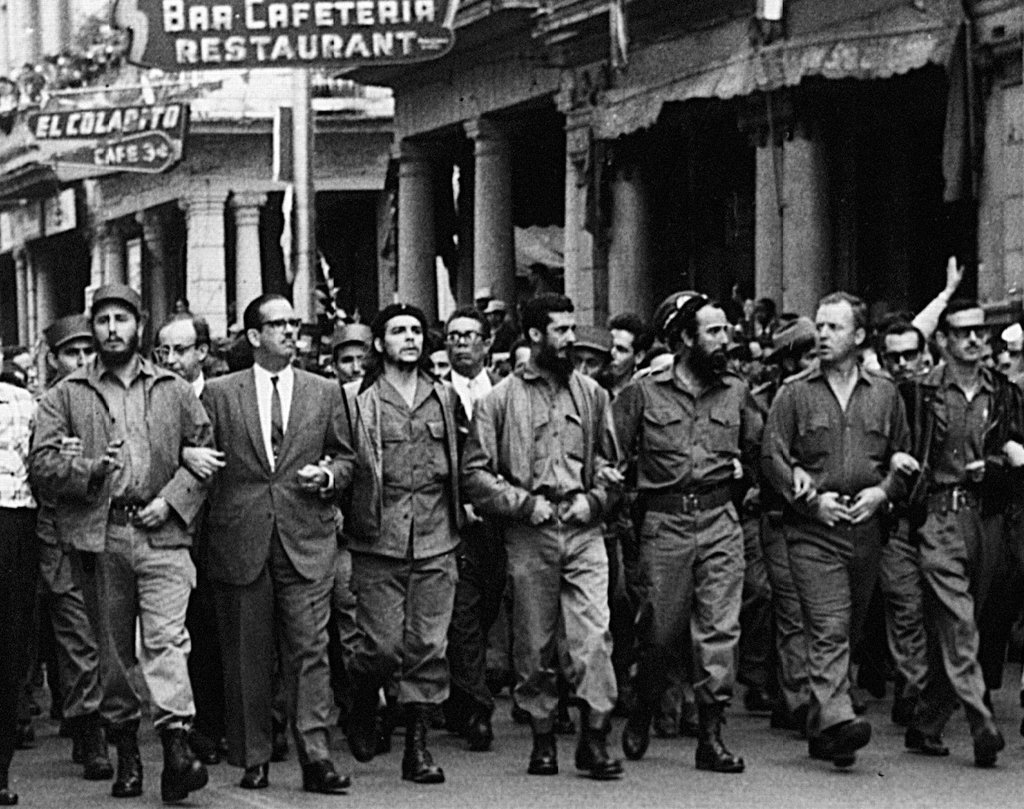
Marche commémorative des victimes de l'Explosion de la Coubre, 5 mars 1960 à La Havane. De gauche à droite : Fidel Castro, Osvaldo Dorticós, Che Guevara, Regino Boti, Augusto Martínez, Antonio Núñez, William Alexander Morgan et Eloy Gutiérrez Menoyo.

Dans la matinée du 1er janvier 1959, les troupes du second front révolutionnaire de l'Escambray (es) sous les ordres d'Eloy Gutiérrez Menoyo entrèrent à La Havane. Le jour suivant, les troupes du mouvement du 26 juillet, commandées par Camilo Cienfuegos et Che Guevara, s'emparent sans résistance respectivement du régiment de Campo Columbia et de la forteresse de San Carlos de la Cabaña. En pénétrant dans le Campo Columbia, Cienfuegos retira son commandement au colonel Barquín et fit prisonnier le général Casillas. Peu après, les hommes du Directoire révolutionnaire, aux ordres de Faure Chomón (es), s'emparèrent du palais présidentiel.
Simultanément, ce même 1er janvier, Fidel Castro entra triomphalement à Santiago de Cuba, la déclarant capitale provisoire de Cuba et proclamant Manuel Urrutia président de la Nation. Ce gouvernement entra en fonction le 5 janvier.
Le gouvernement des États-Unis reconnut immédiatement le nouveau gouvernement révolutionnaire cubain.
À partir de ce moment le pouvoir resta définitivement entre les mains des forces révolutionnaires. Historiquement, le 1er janvier 1959 est considéré comme la date du triomphe de la révolution. Fidel Castro à la tête de la Caravane de la liberté arriva à La Havane le 8 janvier 1959. Lui et ses hommes reçurent un accueil jubilatoire de la part des habitants de la ville.
Urrutia avait nommé José Miró Cardona, un avocat, en tant que premier ministre. Bien qu'opposés à Batista, ils étaient conservateurs, et avec d'autres figures du gouvernement comme le Dr. Roberto Agramonte, le ministre d'état, et Eng. Manuel Ray, le ministre des affaires publiques, ils mirent des obstacles sur la voie des profondes transformations voulues par les forces révolutionnaires. Ils firent même obstacle aux mesures décidées durant les premiers jours de janvier comme les tribunaux révolutionnaires pour juger les crimes de guerre.
Fidel Castro a expliqué les aspects de base d'une loi de réforme agraire lors de nombreuses réunions publiques, insistant sur le droit de Cuba de gouverner sans ingérences extérieures, et en soulignant les pas à suivre. Mais à la fin janvier, le peuple commence à s'inquiéter des lenteurs du gouvernement.
À la mi-février, la première crise ministérielle a lieu : l'ensemble du cabinet démissionne. Fidel Castro, qui était resté jusque-là chef de l'armée rebelle, devient premier ministre. Ce changement eut une grande influence sur la révolution, et il fut renforcé par la démission de plusieurs ministres en juin, et plus tard accentué lors d'une crise politique sérieuse à la mi-juillet : Fidel renonça à ses fonctions de premier ministre. Fidel Castro expliqua lors d'une intervention télévisée que sa démission était causée par l'attitude d'obstruction du président. Le peuple réclama la démission d'Urrutia qui fut remplacé par le Dr. Osvaldo Dorticós Torrado, un avocat.
Huber Matos, une des principales figures de la Révolution cubaine, s'oppose à l'orientation qu'il juge « trop communiste » du gouvernement et démissionne de l'armée. Arrêté le 21 octobre 1959, il est jugé avec les officiers qui lui sont restés fidèles et condamné à 20 ans de prison pour trahison et sédition.

### Après 1959

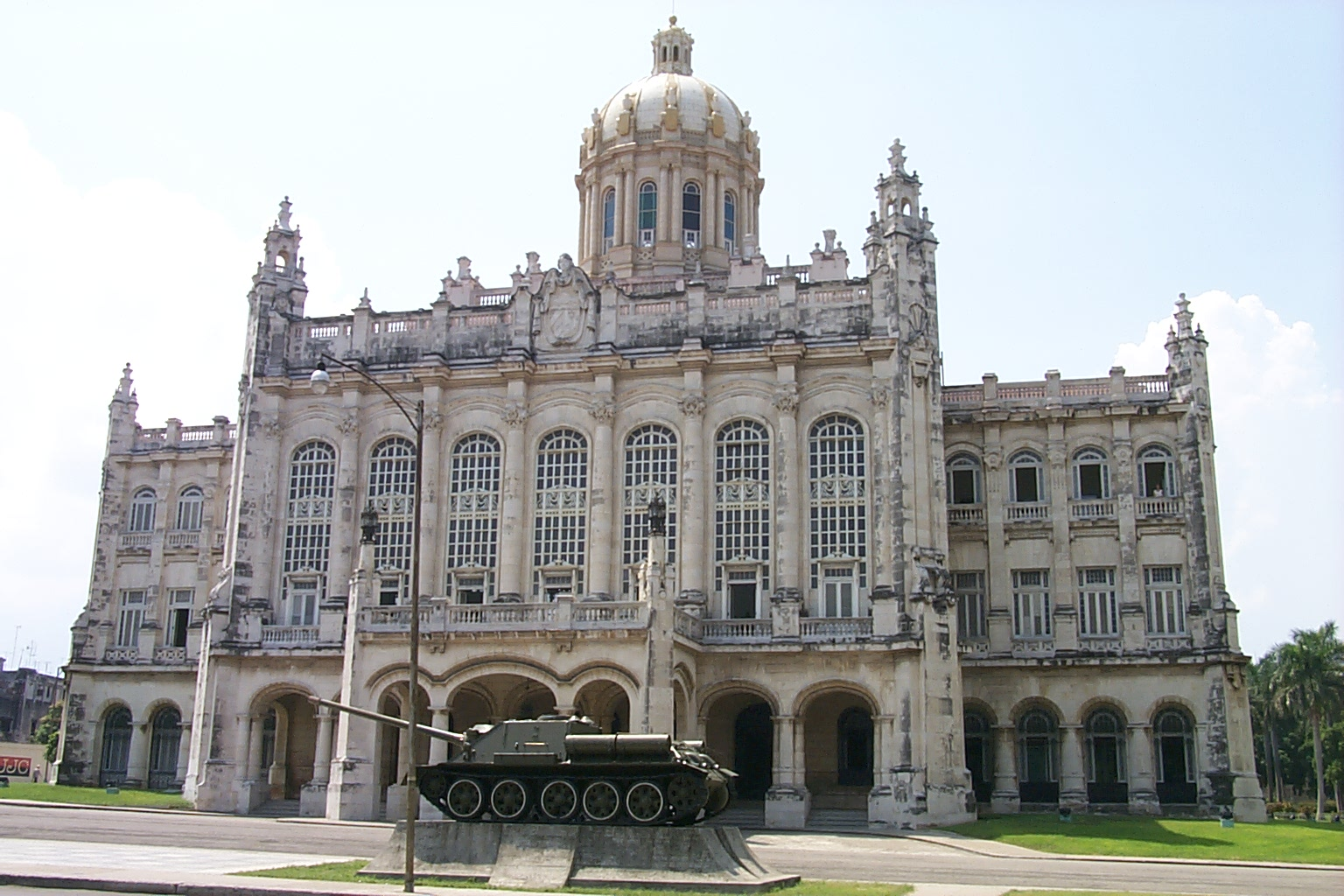
Musée de la Révolution à La Havane

Du 1er janvier 1959 à la fin de 1960, une nouvelle constitution est approuvée, le congrès de la république est démantelé, les partis politiques traditionnels tous complices de Batista se désintègrent, les anciens policiers sont bannis de toute fonction publique officielle pour une période d'au moins trente ans. Toutes ces mesures avaient été annoncées dès les premiers jours de la guérilla dans la Sierra Maestra et elles furent appliquées avec un appui populaire complet et enthousiaste.
Le gouvernement révolutionnaire avait décidé de punir de façon exemplaire les responsables des meurtres et des crimes commis sous la dictature. Dans l'histoire cubaine, les tortures et les meurtres de patriotes et de combattants révolutionnaires étaient toujours restés impunis, et le peuple espérait maintenant un changement : le pays entier exigeait la mort pour les assassins. Des tribunaux révolutionnaires furent mis en place et des jugements publics furent tenus, avec toutes les garanties pour les coupables. Plusieurs verdicts furent rendus dont plusieurs aboutirent à la peine capitale.
Dans les premiers mois qui suivent la Révolution, les opposants au régime prétendent[non neutre] que plusieurs centaines d'opposants sont exécutés en 1959, plusieurs milliers dans les années 1960. Plus de 600 partisans de Batista – ou considérés comme tels – auraient été exécutés dans les premiers temps de la révolution cubaine et du régime castriste. D'autres opposants sont emprisonnés (20 000 prisonniers politiques en 1961 d'après un rapport d'Amnesty International) et la presse est censurée.
Les accusés sont pour la plupart des officiels du régime de Batista : policiers, hommes politiques ou personnes influentes accusées d'avoir contribué à la répression à laquelle le régime s'était livré notamment en 1958 juste avant sa chute, des membres du « bureau de la répression des activités communistes » qui avaient recours à l'enlèvement, la torture et l'assassinat, ou des militaires accusés de crime de guerre. Seuls les militaires et policiers sont condamnés à mort, les civils étant conduits devant un autre tribunal.
Une autre demande populaire concernait la corruption politique et administrative. Conduite en janvier 1959, une estimation a montré que plus de 2 milliards de pesos (2 milliards de dollars US) avaient été dilapidés par le régime de Batista. Le gouvernement révolutionnaire commença à confisquer tous les biens et propriétés acquises de façon frauduleuse. Le code de défense sociale fut changé pour punir lourdement les détournements de fonds et le ministère pour le recouvrement des biens détournés fut mis sur pied. Ce ministère confisqua des propriétés qui appartenaient au cartel de fabrication des allumettes, à la compagnie pétrolière RECA, à la compagnie Cubana de Aviaciòn et à l'aéroport Rancho Boyero. 14 moulins à sucre furent saisis pour permettre des enquêtes sur l'origine douteuse de leurs fortunes, de même que les compagnies de bus Associated et Metropolitan, ainsi que la compagnie cubaine de téléphone, un monopole des États-Unis avec des connexions de blanchiment d'argent avec Batista. Ce ministère prit soin également des biens et possessions abandonnées par ceux qui fuirent le pays. Les secteurs-clés de l'économie, l'énergie et l'industrie sucrière sont nationalisés. En avril 1960, le montant total de la richesse récupérée s'élevait à 400 millions de pésos.
En 1958, le régime de Fulgencio Batista entretenait une armée forte de 40 000 hommes. Les forces armées révolutionnaires sont fondées au lendemain de la révolution cubaine. Dès son entrée à La Havane, en janvier 1959, Fidel Castro commande à l'étranger 50 000 fusils et mitrailleuses. En 1960 l'armée cubaine comporte, selon une estimation du New York Times, 240 000 militaires. En 1961, Jacques Grignon Dumoulin du Monde diplomatique évoque dans un article : « la plus grande force armée d'Amérique latine ». Le service militaire devient obligatoire à partir de 1963. Pour l'historienne Jeannine Verdès-Leroux, Fidel Castro utilisa des ressources financières importantes pour construire une force armée capable de soutenir sa volonté de jouer un rôle international de premier plan. Ces financements « eussent sans aucun doute été utiles à l'île dont la misère est toujours imputée au seul impérialisme américain ».
Fidel Castro va annoncer qu'il identifie son régime avec le communisme (étiquette qu'il n'avait pas revendiquée lors de la prise de pouvoir). Dans les années suivantes, face à l'embargo des États-Unis contre Cuba, il cherchera un allié économique de taille, l'Union soviétique.
À partir du 13 août 1961, pour voyager à l'étranger des restrictions sont mises en place. Pour obtenir un billet d'avion ou de bateau, il faut, au préalable, obtenir une autorisation de la police et une autre de la Banque nationale.

## La Révolution hors de Cuba

### En France
La révolution cubaine provoque un certain enthousiasme à l'étranger, en partie parce qu'« ailleurs, la politique ressemble alors à un camaïeu de gris. Dwight D. Eisenhower aux États-Unis, Charles de Gaulle en France, Harold Macmillan au Royaume-Uni, Konrad Adenauer en République fédérale d'Allemagne (RFA) ou Nikita Khrouchtchev en Union soviétique : des hommes nés au XIXe siècle. C'est dans ce monde de vieillards que débarquent les guérilleros, à la fois jeunes et photogéniques », observe l'historien Richard Gott. « Le plus grand scandale de la révolution cubaine n'est pas d’avoir exproprié les planteurs, mais d'avoir mis les enfants au pouvoir », écrira Jean-Paul Sartre.
Un grand nombre d'intellectuels tiers-mondistes ont défendu la révolution cubaine et le régime castriste : ce fut le cas du philosophe Jean-Paul Sartre qui, en juin 1960, écrit dans France-Soir 16 articles intitulés « Ouragan sur le sucre ». Chris Marker réalisa un film Cuba si, favorable au gouvernement de La Havane. À Paris, la librairie La Joie de lire des éditions Maspero était l'un des hauts lieux du soutien à Fidel Castro. Il faut attendre 1971 et l’affaire du poète cubain Heberto Padilla pour que Jean-Paul Sartre conteste les méthodes du gouvernement cubain. En 1960, K. S. Karol et René Dumont publient respectivement Les Guérilleros au pouvoir et Cuba est-il socialiste ?, deux critiques de la politique menée par La Havane.
Le débat à gauche en France a tourné autour de la question de savoir si le fait d'être sous la pression constante des États-Unis signifiait que la gauche devait soutenir le régime castriste[réf. nécessaire]. Les opposants ont mis en avant le non-respect des droits de l'homme à Cuba, notamment la répression des dissidents et des homosexuels, emprisonnés dans les Unités militaires d'aide à la production bien que la situation des homosexuels à Cuba ait significativement évolué par la suite. Les sympathisants du régime ont mis en avant des réformes sociales (système de santé, éducation, etc.) mises en place à Cuba, là où dans d'autres pays d'Amérique latine les services sociaux restaient bien inférieurs.